# Institut Héliar
 (décembre 2024).
L' Institut Heliar est situé à Weilerbach, un hameau de  la commune luxembourgeoise de Berdorf dans le canton d'Echternach.
, était un sanatorium fondé par Nicolas Neuens qui a ouvert ses portes en 1910.
Les patients y ont été traités selon la méthode de naturisme intégral développée par Neuens. Cette cure consistait en une alimentation saine, un séjour au grand air, des bains de soleil et des applications d'eau sèche.

## Histoire
À sa mort en 1925, Neuens a été enterré au sommet du parc du sanatorium. Il l'avait légué au diocèse. En 1929, le bâtiment a été agrandi pour accueillir jusqu'à 60 patients, puis de nouveau en 1933-34 pour accueillir jusqu'à 100 personnes. Une nouvelle chapelle a également été ajoutée, avec des vitraux du peintre verrier de Cologne Anton Wendling.
Durant la Seconde Guerre mondiale, les occupants allemands y installèrent d'abord un hôpital militaire, puis une maison de convalescence pour les membres de la marine. Lors de l'offensive des Ardennes, en décembre 1944, le bâtiment a été lourdement endommagé.
En 1946, il a été reconstruit et réparé, et dès l'année suivante, des curistes ont été à nouveau reçus. De 1924 à 1992, il fut entretenu par les religieuses de la Congrégation des Sœurs de Sainte Elisabeth. Puis, il est resté inoccupé pendant quelques années, le temps de planifier sa modernisation et sa reconstruction.
En 1999, l'Office luxembourgeois de l'accueil et de l'intégration en a repris la gestion pour accueillir les demandeurs d'asile. Jusqu'à 220 personnes peuvent y vivre. La maison possède également sa propre école et une cuisine, des salles communautaires, des terrains de sport et une buanderie.
Le documentaire "Weilerbach" (2008), réalisé par Yann Tonnar, raconte la vie des réfugiés habitant l'ancien sanatorium.
Fin 2017, le Centre Héliar a été fermé pour rénovation. Les travaux devaient durer jusqu'en 2020, mais l'institut n'a été rouvert que le 19 octobre 2022.